# Bernard Noël (acteur)
Pour les articles homonymes, voir Bernard Noël (homonymie) et Noël (homonymie).
Bernard Noël, né le 5 octobre 1924 à Saint-Dizier et mort le 2 septembre 1970 à Chavanges (Aube), est un comédien français, particulièrement connu pour ses rôles à la télévision, notamment celui de François Vidocq et celui de Gaspard des montagnes.

## Biographie
Formé au Conservatoire de Nancy, il participe aux premiers festivals d'Avignon en 1947 et en 1948. En 1948, il entre au Conservatoire national supérieur d'art dramatique de Paris. Engagé à la Comédie-Française, il n'y reste que trois ans (1948-1950).
Très présent au théâtre (de 1947 à 1970), il joue dans peu de films, comme dans Le Feu follet de Louis Malle, La Ronde de Roger Vadim, Une femme mariée de Jean-Luc Godard.
Dans les années 1960, il se fait connaître du grand public grâce à ses rôles à la télévision, à l'époque de l'ORTF, avec en particulier celui de Vidocq dans le feuilleton en 13 épisodes de 26 minutes réalisé par Marcel Bluwal et Claude Loursais en 1967. Après la mort de Bernard Noël, le rôle est repris par Claude Brasseur, pour la nouvelle série Les Nouvelles Aventures de Vidocq.

On peut aussi citer le rôle de Petruccio dans La Mégère apprivoisée et celui de Lousteau dans Illusions perdues.
Il double Marlon Brando, dans La Vengeance aux deux visages, Les Révoltés du Bounty et Le Vilain Américain ; il rencontre Brando en 1967.
Il a fait les commentaires de quelques films érotiques et joué le rôle d'Arsène Lupin à la radio pour R.T.L.[réf. souhaitée]
Il laisse le souvenir d'un acteur d'une grande qualité que les gens du métier et le public s'accordaient à lui reconnaître. Atteint d'un cancer des voies biliaires, il disparaît à l'âge de 45 ans, le 2 septembre 1970. Il est inhumé au cimetière de Chavanges dans l'Aube.

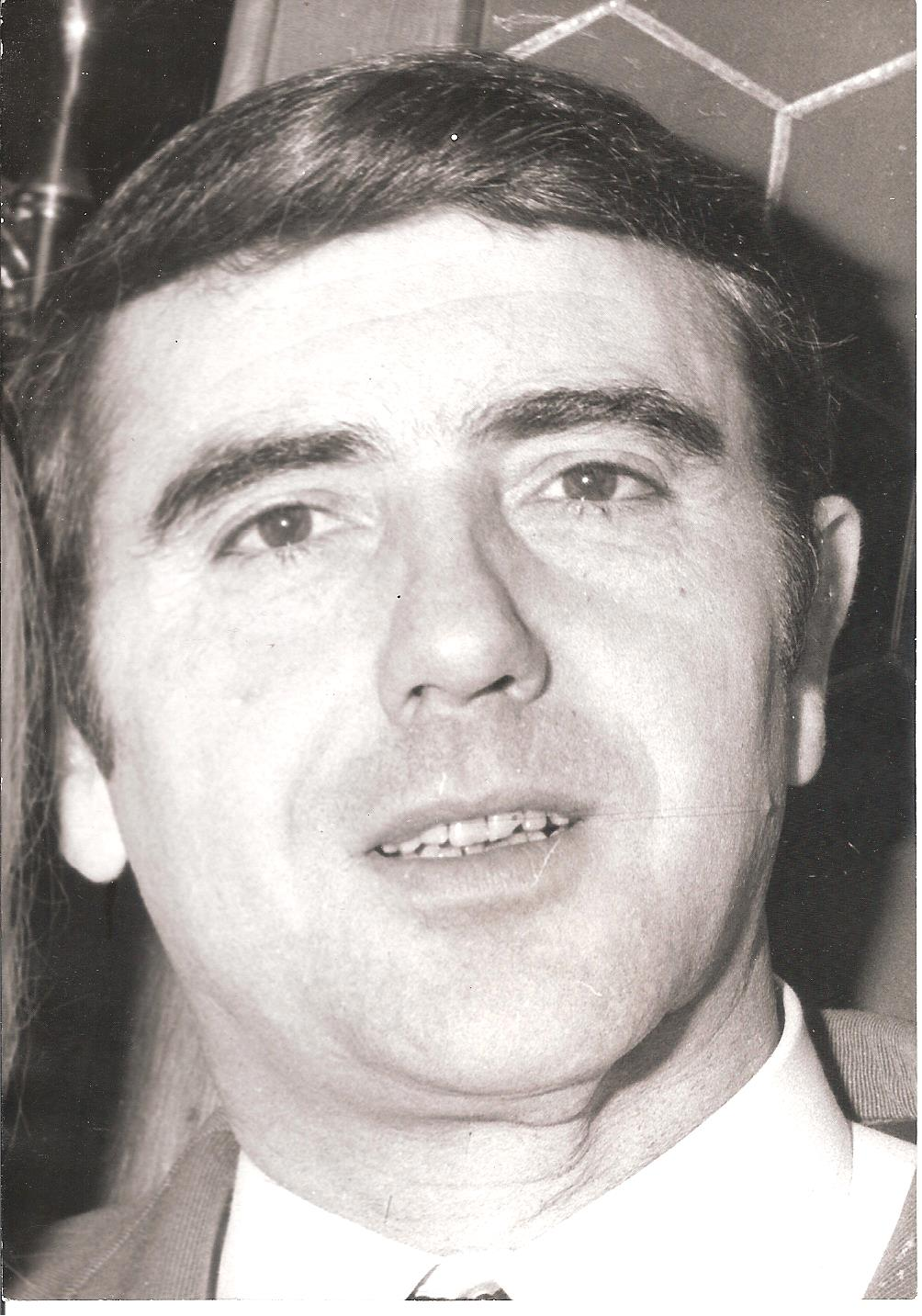
Bernard Noël en 1966.

Il a été l'époux de l'actrice Sylvia Saurel dont il a eu un fils, Rémy, adopté, après la mort de son père, par le comédien Claude Rich.

## Filmographie

### Cinéma
- 1942 : Les Inconnus dans la maison d'Henri Decoin (Non crédité)
- 1950 : Les Anciens de Saint-Loup de Georges Lampin (Non crédité)
- 1952 : Nez de cuir d'Yves Allégret : L'ami
- 1952 : Trois femmes d'André Michel : M. Maze, dans le sketch : Coralie
- 1956 : Fernand cow-boy de Guy Lefranc : Jerry/Terry
- 1961 : Par-dessus le mur de Jean-Paul Le Chanois : Un père
- 1963 : Le Feu follet de Louis Malle
- 1964 : La Ronde de Roger Vadim : L'auteur
- 1964 : Une femme mariée de Jean-Luc Godard
- 1966 : Un choix d'assassins de Philippe Fourastié : Stéphane Destouches
- 1970 : Rêves érotiques de Gabriel Axel : Adolf Vernon

### Télévision
- 1954 : Une enquête de l'inspecteur Grégoire : épisode Meurtre inutile de Roger Iglésis
- 1956 : Eugénie Grandet de Maurice Cazeneuve : Le narrateur
- 1962 : Les Cinq Dernières Minutes de Pierre Nivollet, épisode : Un mort à la une (série télévisée) : Robert Fontanès
- 1963 : La chasse à l'amour ravi (téléfilm) d'Alain Boudet : Pasqualin
- 1964 : Célimare le bien-aimé de René Lucot (téléfilm) : Célimare
- 1964 : De doux dingues de Guy Labourasse (téléfilm) : Michel
- 1964 : Commandant X de Jean-Paul Carrère (série télévisée) : Hans
- 1964 : La Mégère apprivoisée de Pierre Badel : Petruccio
- 1965 : Gaspard des montagnes de Jean-Pierre Decourt (mini-série) : Gaspard
- 1965 : Mademoiselle de La Ferté de Gilbert Pineau (téléfilm) : Étienne Larralde
- 1966 : Beaumarchais ou Les 60 000 fusils de Marcel Bluwal (téléfilm) : Beaumarchais
- 1966 : Idylle villageoise de Lazare Iglesis (téléfilm) : Monsieur A.
- 1966 : Illusions perdues de Maurice Cazeneuve d'après Honoré de Balzac (série télévisée) : Étienne Lousteau
- 1967 : Vidocq de Claude Loursais et Marcel Bluwal (série télévisée) : François Vidocq
- 1968 : Au théâtre ce soir : Liberté provisoire de Michel Duran, mise en scène Robert Manuel, réalisation Pierre Sabbagh, Théâtre Marigny (série télévisée) : Gérard
- 1969 : Les Trois portes d'Abder Isker (téléfilm) : L'auteur

## Théâtre
- 1947 : L'Histoire de Tobie et de Sara de Paul Claudel, mise en scène Maurice Cazeneuve, 1er Festival d'Avignon
- 1947 : La Tragédie du roi Richard II de William Shakespeare, mise en scène Jean Vilar, 1er Festival d'Avignon
- 1947 : Borgia de Herman Closson, mise en scène Claude Sainval, Comédie des Champs-Élysées
- 1948 : La Mort de Danton de Georg Büchner, mise en scène Jean Vilar, Festival d'Avignon
- 1948 : La Tragédie du roi Richard II de Shakespeare, mise en scène Jean Vilar, Festival d'Avignon
- 1948 : La Reine morte d'Henry de Montherlant, mise en scène Pierre Dux, Comédie-Française
- 1948 : Sapho d'Alphonse Daudet et Auguste Belot, mise en scène Gaston Baty, Comédie-Française
- 1949 : Le Prince travesti de Marivaux, mise en scène Jean Debucourt, Comédie-Française
- 1949 : Jeanne la Folle de François Aman-Jean, mise en scène Jean Meyer, Comédie-Française au Théâtre de l'Odéon
- 1949 : Bérénice de Jean Racine, Comédie-Française : Rutile (10 fois, 1949-1950)
- 1949 : La Tragédie du roi Richard II de William Shakespeare, mise en scène Jean Vilar, Festival d'Avignon
- 1950 : Le Carrosse du Saint-Sacrement de Prosper Mérimée, mise en scène Jacques Copeau, Comédie-Française Aldwych Theatre Londres
- 1950 : Madame Quinze de Jean Sarment, mise en scène de l'auteur, Comédie-Française-salle Luxembourg
- 1950 : Othello de William Shakespeare, mise en scène Jean Meyer, Comédie-Française
- 1950 : Les Sincères de Marivaux, mise en scène Véra Korène, Comédie-Française
- 1950 : Le Chant du berceau de Gregorio Martinez Sierra et Maria Martinez Sierra, mise en scène Georges Le Roy, Comédie-Française-salle Luxembourg
- 1953 : La Rose des vents de Claude Spaak, mise en scène Jean-Marie Serreau, Théâtre de Babylone
- 1953 : Ion de Bernard Zimmer d'après Euripide, mise en scène Henri Soubeyran, Théâtre antique Vaison-la-Romaine
- 1955 : Zamore de Georges Neveux, mise en scène Henri Soubeyran, Théâtre Édouard VII
- 1955 : Caterina de Félicien Marceau, mise en scène André Barsacq, Théâtre de l'Atelier
- 1956 : Cyrano de Bergerac d'Edmond Rostand, mise en scène Raymond Rouleau, Théâtre Sarah-Bernhardt
- 1957 : César et Cléopâtre de George Bernard Shaw, mise en scène Jean Le Poulain, Théâtre Sarah-Bernhardt
- 1957 : Le Jeu de la vérité de José Luis de Vilallonga, mise en scène Pierre Valde, Théâtre du Gymnase
- 1958 : Clérambard de Marcel Aymé, mise en scène Claude Sainval, Comédie des Champs-Élysées
- 1960 : Un goût de miel de Shelagh Delaney, mise en scène Marguerite Jamois, Théâtre des Mathurins
- 1960 : Le Tartuffe de Molière, mise en scène Jean Anouilh, Comédie des Champs-Élysées
- 1960 : Les Joies de la famille de Philippe Hériat, mise en scène Claude Sainval, Comédie des Champs-Élysées
- 1961 : Clérambard de Marcel Aymé, mise en scène Claude Sainval, Comédie des Champs-Élysées
- 1961 : Gorgonio de Tullio Pinelli, mise en scène Claude Sainval, Comédie des Champs-Élysées
- 1961 : Louisiane de Marcel Aymé, mise en scène André Villiers, Théâtre de la Renaissance
- 1962 : Château en Suède de Françoise Sagan, mise en scène André Barsacq, Théâtre des Célestins
- 1962 : Victor ou les Enfants au pouvoir de Roger Vitrac, mise en scène Jean Anouilh et Roland Piétri, Théâtre de l'Ambigu
- 1963 : Victor ou les Enfants au pouvoir de Roger Vitrac, mise en scène Jean Anouilh et Roland Piétri, Théâtre de l'Athénée
- 1963 : L'Acheteuse de Steve Passeur, mise en scène Jean Anouilh et Roland Piétri, Comédie des Champs-Élysées
- 1964 : Coriolan de William Shakespeare, mise en scène Gabriel Garran, Festival d'Art dramatique d'Aubervilliers
- 1965 : L'Acheteuse de Steve Passeur, mise en scène Jean Anouilh et Roland Piétri, Comédie des Champs-Élysées
- 1965 : Love de Murray Schisgal, mise en scène Maurice Garrel, Théâtre Montparnasse
- 1966 : Les Justes d'Albert Camus, mise en scène Pierre Franck, Théâtre de l'Œuvre
- 1966 : Médor de Roger Vitrac, mise en scène Maurice Jacquemont, Studio des Champs-Élysées
- 1967 : Opéra comme un tyran d'Henri-François Rey, mise en scène André Barsacq, Théâtre de l'Atelier
- 1967 : Malatesta pièce d'Henry de Montherlant mise en scène Roger Iglesis, avec Jean Topart, Jean-Roger Caussimon, Claude Winter
- 1968 : Après la pluie de John Bowen, mise en scène René Dupuy, Théâtre de l'Athénée-Louis-Jouvet
- 1968 : L'Île des chèvres d'Ugo Betti, mise en scène Henri Soubeyran, Festival de Vaison-la-Romaine
- 1968 : La Mégère apprivoisée de William Shakespeare, Festival
- 1968 : La Facture de Françoise Dorin, mise en scène Jacques Charon, Théâtre du Palais-Royal